# Haut fourneau de Duddon
Le haut fourneau de Duddon est le vestige d'un haut fourneau du XVIIIe siècle fonctionnant au charbon de bois, situé près de Broughton-in-Furness, en Cumbria, en Angleterre. Les installations sont situées près de la rive ouest de la Duddon, dans la paroisse civile de Millom, et auparavant dans le comté traditionnel de Cumberland.

## Histoire
Le fourneau a été initialement le fruit d'une coentreprise entre la Cunsey Company et la Backbarrow Company en 1736, mais la Backbarrow Company vendit ses parts à la Cunsey Company en 1741. La Cunsey Company exploitait alors également le haut fourneau de Cunsey, et la forge de Spark, mais elle ferma le haut fourneau de Cunsey en 1750, devenant ainsi la Duddon Company. Les associés de la Cunsey Company en 1737 étaient Edward Hall de Cranage, Warine Falkner de Rugeley, Thomas Cotton de Eardley (Cheshire) and Edward Kendall de Stourbridge.
Après le décès de plusieurs associés, l'entreprise devint la Jonathan Kendall & Co, qui édifia également le haut fourneau d'Argyll (en) en 1755. Les forges furent gérées par William Latham qui, entre 1772 et 1775, expédiait des gueuses de fonte brute à Warren Sayes de Chepstow, sachant que les ventes étaient gérées par Jonathan Kendall. La fonte était essentiellement refondue pour être coulée en ancres, chaînes ou autre matériel métallique d'accastillage.
Un associé, Henry Kendall, décéda à Ulverston en 1787. Les fils de William Latham, Richard et Joseph, renouvelèrent la concession d'exploitation en 1790. Ils continuèrent le travail jusqu'en 1828, année où ils la revendirent à Harrison Ainslie and Co. (en), qui reprit l'exploitation jusqu'en 1867,.
Après sa fermeture, le haut fourneau fut bandonné et devint progressivement une ruine. Il a été restauré partiellement et est actuellement entretenu par le Parc national du Lake District.

## Vestiges
La cuve du haut fourneau, bâtie avec en pierre locale, se présente actuellement comme une construction intacte de 8,8 mètres de haut, mais le creuset n'est plus en place. La roue à aubes, aujourd'hui manquante, était alimentée par un bief de 800 mètres de long, qui amenait l'eau de la Duddon. La machine soufflante consistait, au moins dans sa dernière forme, en un compresseur à piston, qui a été décrit par Morton. L'estacade menant à la plate-forme de chargement du gueulard abritait sous ses arches des logements pour les ouvriers. Le magasin de stockage du charbon de bois fait 30 mètres de long et est aussi haut qu'une église. Le stockage du minerai est également visible.
Le site a été fouillé dans les années 1980, mais peu de rapports de ces fouilles ont été publiés.